# هوليوود ريبورتر
هوليوود ريبورتر (بالإنجليزية: The Hollywood Reporter)‏ هي علامة تجارية لعدد من الوسائط مثل موقع اخباري وصحيفة إلكترونية يومية ومجلة اسبوعية إلكترونية ومطبوعة تأسست في عام 1930م، وتركز على أفلام هوليوود، وكل مايتعلق بالتلفاز، وصناعة الترفيه، كما أنها تتقاطع مع الموضة، والمال والقانون، والتكنولوجيا، ونمط الحياة والسياسة. يوجد مقرها في لوس أنجليس،

## لمحة تاريخية
تأسست علامة هوليوود ريبورتر في سبتمبر 1930م من قبل وليام ويلكرسون كصحيفة يومية مهتمة بصناعة الترفية. عندما توفي وليام في عام 1962 اسلمت أرملته تشي ويلكرسون كاسيل الصحيفة كمحرره وناشره حتى قامت ببيعها في عام 1988م. تم بيع العلامة بعد ذلك مرتين في عامي 2006 و2008م حتى استقرت أخيرا في يد مجموعة بروميثيوس الإعلامية العالمية.

## وصلات خارجية
- هوليوود ريبورتر على موقع روتن توميتوز (الإنجليزية)
- الموقع الإلكتروني